# Meet me in Venice (film)
Meet me in Venice is een Nederlandse romantische dramafilm uit 2015 van Eddy Terstall. De hoofdrollen worden vertolkt door Roberta Petzoldt en Beppe Costa.

## Verhaal
De dertiger Liza (vertolkt door Roberta Petzoldt) vertrekt naar Venetië om daar haar Italiaanse vader Mauro (Beppe Costa) te ontmoeten. Ze heeft haar vader voor het laatst gezien toen ze drie jaar oud was en zij hopen elkaar tijdens hun reis beter te leren kennen.

## Prijzen
Op het Woodstock Film Festival in Woodstock kreeg Meet me in Venice de World Cinema Award “Beste buitenlandse film”. Roberta Petzoldt won de award voor beste vrouwelijke hoofdrol.